# Метод определения песчаных фракций
Метод определения песчаных фракций количественно определяет относительное содержание песка по сравнению с глиной в грунте. Измеряется по ASTM D2419, AASHTO T176 и EN 933-8.  Испытание используется для квалификации заполнителей для применений, в которых желателен песок, а не мелкие частицы и пыль. Во время испытания материал из испытуемого образца, который может пройти через сито № 4, смешивают с растворами хлористого кальция, формальдегида и глицерина в цилиндре. Затем содержимое оставляют для отстаивания . Примерно через 20 минут на шкале цилиндра считывается уровень глинистой взвеси и уровень песка.
Согласно ГОСТ 33052— 2014 сущность метода определения эквивалента песка заключается в определении величины песчаного эквивалента, представляющего собой отношение толщины слоя осажденных тонких частиц к общей высоте слоя твердых частиц в цилиндре.

## Внешние ссылки
- Sand Equivalent. Pavement Interactive.
- Sand Equivalent Test. Texas Department of Transportation.